# Live 8 Roma

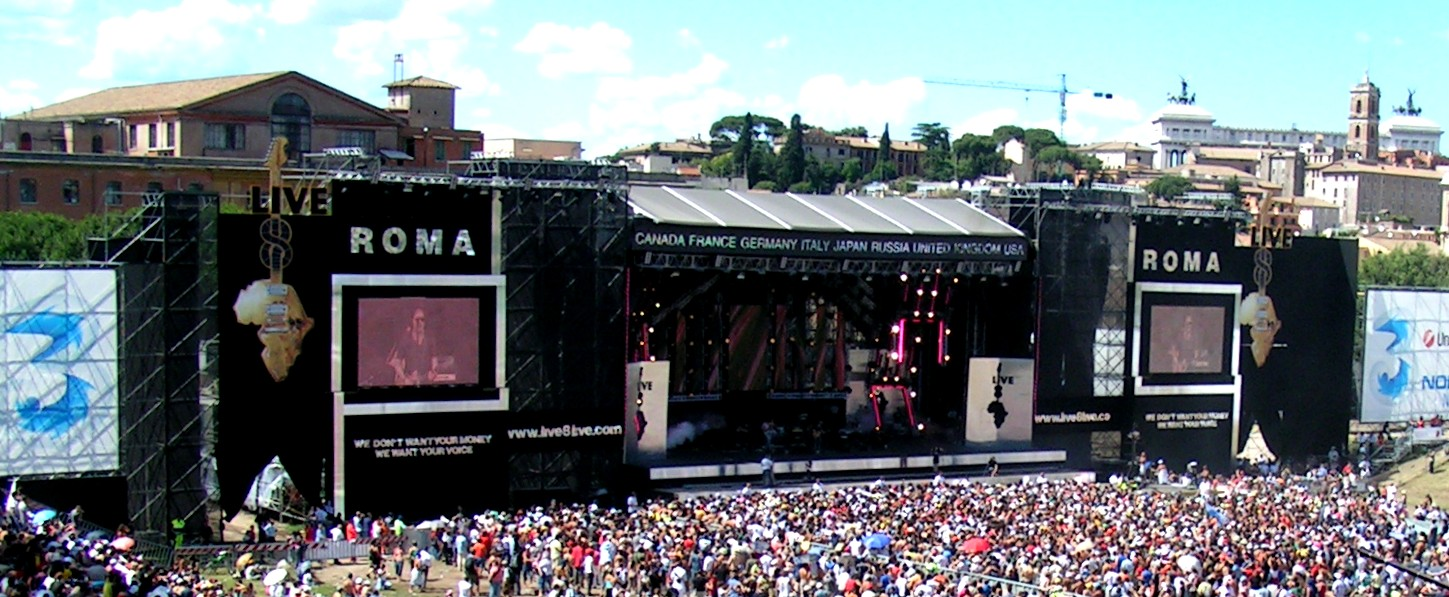
Il concerto Live 8 a Roma

Live 8 Roma o Live 8 Italia  è stato uno dei concerti del  Live 8 che si è tenuto presso il circo massimo nella capitale italiana il 2 luglio 2005.
All'evento ha assistito una grande folla di persone: le presenze sono state stimate tra un massimo di 700.000 (secondo l'organizzazione e il sindaco Walter Veltroni) e un minimo di 300.000 (secondo le forze dell'ordine), ma si ritiene che la cifra più corretta sia all'incirca una media tra le due (sulle 500.000 persone). Hanno declinato l'invito gli artisti: Vasco Rossi, Giorgia ed Eros Ramazzotti.

## Artisti in ordine di apparizione
Gli artisti passati del Live Aid sono indicati con un asterisco (*).
- Zucchero Fornaciari[N 1] – Overdose (d'amore), Madre dolcissima, Everybody's Got to Learn Sometime, Diavolo in me
- Duran Duran* – (Reach Up for The) Sunrise, Ordinary World, Save a Prayer, The Wild Boys
- Elisa – Luce (tramonti a nord est), Una poesia anche per te
- Negrita – In un mare di noia, Storia di Mary, Rotolando verso sud, Cambio
- Negramaro – Mentre tutto scorre, Nuvole e lenzuola, Estate
- Tim McGraw – Drugs or Jesus, Live Like You Were Dying
- Faith Hill – Mississippi Girl, Breathe, Piece of My Heart
- Planet Funk – Ultraviolet Days, Stop Me, The Switch
- Le Vibrazioni – Sono più sereno, Vieni da me, Aspettando
- Irene Grandi – Per fare l'amore, Santissima Janis
- Tiromancino – Imparare dal vento, Nessuna certezza, È necessario
- Max Pezzali – La dura legge del gol, Come mai, Hanno ucciso l'Uomo Ragno
- Alex Britti – Gelido, 7000 caffè
- Cesare Cremonini – PadreMadre, 50 Special
- Nek – Almeno stavolta, Se io non avessi te, Lascia che io sia
- Piero Pelù – Io ci sarò, Bomba boomerang, Lacio Drom (Buon Viaggio), Woda-Woda
- Jane Alexander (Interstiziale)
- Biagio Antonacci – Immagina, Liberatemi, Se io, se lei, Non ci facciamo compagnia
- Fiorella Mannoia – Sally, Clandestino, Mio fratello che guardi il mondo
- Ligabue – Non è tempo per noi, Urlando contro il cielo, Il mio nome è mai più (con Jovanotti e Piero Pelù)
- Jovanotti – Mani Libere, Una tribù che balla, L'ombelico del mondo
- Laura Pausini – Un'emergenza d'amore, Come se non fosse stato mai amore, Il mondo che vorrei, Tra te e il mare
- Claudio Baglioni – Mille giorni di te e di me, Le mani e l'anima, Strada facendo, La vita è adesso, Avrai
- Renato Zero – Cercami, Nei giardini che nessuno sa, I migliori anni della nostra vita
- Paola Cortellesi – (presentatore)
- Sindaco di Lampedusa – (Interstiziale)
- Antonello Venditti – Che fantastica storia è la vita, Ci vorrebbe un amico, Roma Capoccia
- Noa – The Beauty of That, Eye in the Sky, Speaking
- Orchestra di piazza Vittorio
- Povia – I bambini fanno ''ooh...'', Fiori
- Ron – Una città per cantare, Non abbiam bisogno di parole
- Velvet – Il mondo è fuori, Search and Destroy, Dovevo dirti molte cose
- Pagani & African Drum Collective – Heanda, Stuck Is Stuck
- Articolo 31
- Gemelli Diversi – Un altro ballo, Mary
- Pino Daniele
- Francesco De Gregori – L'agnello di Dio, La donna cannone, La storia siamo noi

## Ospiti
Oltre agli artisti musicali, sul palco romano del Live 8 sono intervenuti alcuni personaggi del mondo dello spettacolo: Jane Alexander, Giorgio Armani, Raoul Bova, Paola Cortellesi, Fiorello, Dalia Gaberščik, Sophia Loren, Carlo Massarini, Giovanna Mezzogiorno, Carlo Verdone e Giovanni Veronesi.

### Annotazioni
1. ↑  Zucchero ha anche suonato successivamente in serata al concerto di Parigi